# Золотий м'яч 1974
«Золотий м'яч 1974»

31 грудня 1974
Найкращий футболіст Європи: 
 Йоган Кройф
 (втретє)

← 1973 * Золотий м'яч * 1975 →
Золотий м'яч 1974 року — 19-те щорічне вручення нагороди найкращому футболісту Європи, за підсумками опитування від журналу «Франс Футбол».

## Процедура голосування
Участь у голосуванні за визначення найкращого футболіста в Європі взяли представники 26 футбольних асоціацій УЄФА, зокрема: Австрії, Англії, Бельгії, Болгарії, Греції, Данії, Ірландії, Іспанії, Італії, Люксембурга, Нідерландів, НДР, Норвегії, Польщі, Португалії, Румунії, СРСР, Туреччини, Угорщини, Фінляндії, Франції, ФРН, Чехословаччини, Швейцарії, Швеції та Югославії.
Кожен із членів журі обирав п'ятьох футболістів, які, на його думку, є найкращими гравцями Європи. За перше місце нараховували 5 очок, за друге — чотири, за третє — три, за четверте — два, за п'яте — одне очко. Переможець максимально міг отримати 130 очок.
Результати голосування були опубліковані 31 грудня 1974 року в журналі France Football (№ 1500).

## Підсумки голосування
Втретє переможцем опитування став 27-річний нідерландський футболіст «Барселони» Йоган Кройф.
Кройф став першим триразовим володарем «Золотого м'яча», а також першим гравцем, який вигравав трофей двічі поспіль.
| Місце | Гравець          | Клуб                     | Країна     | Очки | %      | Місця | Місця | Місця | Місця | Місця | К-ть голосів |
| Місце | Гравець          | Клуб                     | Країна     | Очки | %      | 1-ше  | 2-ге  | 3-тє  | 4-те  | 5-те  | К-ть голосів |
| ----- | ---------------- | ------------------------ | ---------- | ---- | ------ | ----- | ----- | ----- | ----- | ----- | ------------ |
| 1     | Йоган Кройф      | Барселона                | Нідерланди | 116  | 89.2 % | 15    | 9     | 1     | 1     |       | 26           |
| 2     | Франц Бекенбауер | Баварія                  | ФРН        | 105  | 80.8 % | 10    | 13    | 1     |       |       | 24           |
| 3     | Казімеж Дейна    | Легія                    | Польща     | 35   | 26.9 % |       |       | 10    | 1     | 3     | 14           |
|       |                  |                          |            |      |        |       |       |       |       |       |              |
| 4     | Пауль Брайтнер   | Баварія                  | ФРН        | 32   | 24.6 % |       | 3     | 4     | 3     | 2     | 12           |
| 5     | Йоган Нескенс    | Барселона                | Нідерланди | 21   | 16.2 % |       |       | 4     | 2     | 5     | 11           |
| 6     | Гжегож Лято      | Сталь (Мелець)           | Польща     | 16   | 12.3 % |       |       | 2     | 4     | 2     | 8            |
| 7     | Герд Мюллер      | Баварія                  | ФРН        | 14   | 10.8 % | 1     | 1     | 1     |       | 2     | 5            |
| 8     | Роберт Гадоха    | Легія                    | Польща     | 11   | 8.5 %  |       |       | 2     | 2     | 1     | 5            |
| 9     | Біллі Бремнер    | Лідс Юнайтед             | Шотландія  | 9    | 8.5 %  |       |       | 1     | 3     |       | 4            |
| 10    | Ральф Едстрем    | ПСВ                      | Швеція     | 4    | 3.1 %  |       |       |       | 2     |       | 2            |
| 10    | Берті Фогтс      | Боруссія (Менхенгладбах) | ФРН        | 4    | 3.1 %  |       |       |       | 2     |       | 2            |
| 10    | Юрген Шпарвассер | Магдебург                | НДР        | 4    | 3.1 %  |       |       |       | 2     |       | 2            |
|       |                  |                          |            |      |        |       |       |       |       |       |              |
| 13    | Ян Томашевський  | ЛКС (Лодзь)              | Польща     | 3    | 2.3 %  |       |       |       | 1     | 1     | 2            |
| 13    | Ронні Гельстрем  | Кайзерслаутерн           | Швеція     | 3    | 2.3 %  |       |       |       |       | 3     | 3            |
| 15    | Жозе Алтафіні    | Ювентус                  | Італія     | 2    | 1.5 %  |       |       |       | 1     |       | 1            |
| 15    | Христо Бонев     | Локомотив (Пловдив)      | Болгарія   | 2    | 1.5 %  |       |       |       | 1     |       | 1            |
| 15    | Єжи Горгонь      | Гурник                   | Польща     | 2    | 1.5 %  |       |       |       | 1     |       | 1            |
| 15    | Зепп Маєр        | Баварія                  | ФРН        | 2    | 1.5 %  |       |       |       |       | 2     | 2            |
| 19    | Олег Блохін      | Динамо (Київ)            | СРСР       | 1    | 0.8 %  |       |       |       |       | 1     | 1            |
| 19    | Райнер Бонгоф    | Боруссія (Менхенгладбах) | ФРН        | 1    | 0.8 %  |       |       |       |       | 1     | 1            |
| 19    | Жан-Марк Гію     | Анже                     | Франція    | 1    | 0.8 %  |       |       |       |       | 1     | 1            |
| 19    | Улі Генесс       | Баварія                  | ФРН        | 1    | 0.8 %  |       |       |       |       | 1     | 1            |
| 19    | Бранко Облак     | Хайдук (Спліт)           | Югославія  | 1    | 0.8 %  |       |       |       |       | 1     | 1            |

## Цікаві факти
- Розподіл по амплуа серед 23 футболістів згаданих в анкетах наступний: 3 воротарі, 5 захисників, 5 півзахисників та 10 нападників.[2]
- Йоган Кройф — перший триразовий володар «Золотого м'яча». За історію вручення нагороди таке ж досягнення мають у своєму активі Мішель Платіні, Марко ван Бастен, Кріштіану Роналду (5 нагород) та Ліонель Мессі (8 нагород).
- Йоган Кройф став першим, хто двічі поспіль вигравав нагороду. Також двічі поспіль нагороду вигравали Кевін Кіган, Карл-Гайнц Румменігге, Мішель Платіні (тричі поспіль), Марко ван Бастен, Ліонель Мессі (чотири рази поспіль) та Кріштіану Роналду (два рази).
- Вперше одночасно два гравці набрали більше 80 % від максимально можливої кількості очок, зокрема: Йоган Кройф — 89,23 %, Франц Бекенбауер — 80,76 %.
- Вперше за переможця віддали свої голоси респонденти усіх країн, що взяли участь в опитуванні.
- «Барселона» стала третім клубом, після «Реала» та «Манчестер Юнайтед»), чий футболіст мінімум тричі вигравав «Золотий м'яч». В усіх трьох команд було по 3 нагороди.
- 23 гравці згадані в анкетах представляли 11 країн, з них найбільше було від ФРН — 7, Польщі — 5, від Нідерландів та Швеції — по 2 гравці.
- Німці перевершили рекорд року для однієї країни — 7 футболістів. Раніше найбільшу кількість гравців (по 6) серед номінантів мали Швеція (1958), Португалія (1961), Італія (1964) та Англія (1970).
- Вдруге за час проведення опитування в списках номінантів не виявилося представників Англії та Іспанії, вчетверте — Угорщини. Усього за 19 років проведення опитування найменше, по разу, в анкетах були відсутні представники Італії та ФРН. Причому гравці Німеччини 18 років поспіль є серед номінантів на нагороду.
- Італійські та німецькі футболісти найчастіше попадали в загальний залік опитувань — по 57 разів, англійські — 55, угорські — 42, іспанські — 38, радянські — 37 разів.
- Втретє нагороду виграв представник Нідерландів, наздогнавши за цим показником лідера — Іспанію.
- Вшосте лауреатом трофею став представник іспанської першості. За цим показником іспанський чемпіонат залишався лідером, у англійської першості було в активі 4 трофеї.
- Всього в анкетах були названі гравці з 17 клубів, серед них найбільше було представників «Баварії» — 4, «Барселони», «Боруссії» (Менхенгладбах) та «Легії» — по 2, ще з 13 клубів — по 1 гравцю.
- Всього за 19 років в анкетах був згаданий 231 футболіст зі 116 клубів. Футболісти мадридського «Реала» були згадані в опитуваннях хоча б одного разу у 15-ти випадках, «Манчестер Юнайтед», «Мілана» та «Інтернаціонале» — у 14-ти, московського «Динамо», «Бенфіки» та «Тоттенгем Готспур» — в 11-ти випадках.
- Вперше в опитуваннях були згадані гравці 4 клубів, зокрема: «Сталь» (Мелець), «Магдебурга», «Анже» та «Хайдук» (Спліт).
- Рекордсменом за кількістю попадань у заліки опитувань залишався Еусебіу — 11 номінацій, у Льва Яшина, Франца Бекенбауера та Джанні Рівери — по 10, Боббі Чарлтона та Сандро Маццоли — по 9 номінацій.
- Казімеж Дейна став першим представником Польщі, який посів призове місце.
- Жоден французький гравець не попадав в десятку найкращих за підсумками опитування уже протягом 14 років. Останнім таким гравцем був Раймон Копа — 6 місце у 1960 році.
- Олег Блохін став п'ятим футболістом київського «Динамо», який фігурував в опитуваннях щотижневика «Франс Футбол».
- Вперше за 10 років в заліку опитування значився Жозе Алтафіні.